# Dolomedes neocaledonicus
Dolomedes neocaledonicus là một loài nhện trong họ Pisauridae.
Loài này thuộc chi Dolomedes. Dolomedes neocaledonicus được Lucien Berland miêu tả năm 1924.